# Storosa
Storosa is een geslacht van spinnen uit de familie mierenjagers (Zodariidae).

## Soorten
Het geslacht kent de volgende soorten:
- Storosa obscura Jocqué, 1991
- Storosa tetrica (Simon, 1908)